# Латвийско-тайваньские отношения
Тайваньско-латвийские отношения, ранее также известные как китайско-латвийские отношения, начались 16 августа 1923 года, когда Китайская Республика признала де-юре Латвию, в это время сам остров Тайвань был под колониальным управлением Японской империи. После присоединения Латвии к СССР в 1940 году, Китайская Республика стала одной из немногих стран, не признавших вхождения Латвии в СССР.
После того как Латвия восстановила независимость, она заняла неопределённую позицию по китайскому вопросу и в 1991 и 1992 годах на краткое время установила отношения с обеими китайскими республиками, однако в 1992 году Китайская Народная Республика заморозила отношения с Латвией. Возможно, Латвия ожидала помощи на своё развитие от Китайской Республики, но эти ожидания не оправдались. Всё это вкупе со сменой состава правительства Латвии и другими факторами привело к установлению дипломатических отношений с Китайской Народной Республикой и закрытию генерального консульства Китайской Республики в Риге в 1994 году. С этого времени Тайвань представлен Тайбэйской миссией в Латвийской Республике.
В настоящее время двусторонние отношения включают экономические связи, безвизовый режим передвижения и поддержку некоторыми латвийскими парламентариями участия Китайской Республики в таких организациях, как Всемирная организация здравоохранения.